# Championnat de Russie féminin de handball
Le championnat de Russie féminin de handball est le plus haut niveau de compétition de clubs féminins de handball en Russie. 
En 2024, le club le plus titré avec 12 championnats remportés est HC Dinamo Volgograd (anciennement Akva Volgograd, la section féminine a également représenté le club omnisports du Rotor Volgograd). Il est suivi du Rostov-Don avec 7 titres et du HC Lada avec 6 championnats remportés.

## Palmarès saison régulière
| Année | Champion              | Vice-champion        | 3e place             |
| ----- | --------------------- | -------------------- | -------------------- |
| 1993  | Rotor Volgograd       | Rostselmach Rostov   | Rossiyanka Volgograd |
| 1994  | Rostselmach Rostov    | Rossiyanka Volgograd | Istochnik Rostov     |
| 1995  | Rotor Volgograd       | Rostselmach Rostov   | Istochnik Rostov     |
| 1996  | Rotor Volgograd       | Istochnik Rostov     | Rostselmach Rostov   |
| 1997  | Istochnik Rostov      | Kouban Krasnodar     | Rostselmach Rostov   |
| 1998  | Istochnik Rostov (2)  | Kouban Krasnodar     | Akva Volgograd       |
| 1999  | Akva Volgograd        | Kouban Krasnodar     | Istochnik Rostov     |
| 2000  | Akva Volgograd        | Kouban Krasnodar     | AGU Maïkop           |
| 2001  | Akva Volgograd        | HC Lada              | Rostselmach Rostov   |
| 2002  | HC Lada               | Akva Volgograd       | Rostselmach Rostov   |
| 2003  | HC Lada               | Akva Volgograd       | Rostov-Don           |
| 2004  | HC Lada               | Akva Volgograd       | Rostov-Don           |
| 2005  | HC Lada               | Dinamo Volgograd     | Rostov-Don           |
| 2006  | HC Lada               | Dinamo Volgograd     | Zvezda Zvenigorod    |
| 2007  | Zvezda Zvenigorod (1) | HC Lada              | Dinamo Volgograd     |
| 2008  | HC Lada (6)           | Zvezda Zvenigorod    | Dinamo Volgograd     |
| 2009  | Dinamo Volgograd      | Zvezda Zvenigorod    | HC Lada              |
| 2010  | Dinamo Volgograd      | Zvezda Zvenigorod    | Rostov-Don           |
| 2011  | Dinamo Volgograd      | Rostov-Don           | HC Lada              |
| 2012  | Dinamo Volgograd      | Rostov-Don           | HC Lada              |
| 2013  | Dinamo Volgograd      | Rostov-Don           | Zvezda Zvenigorod    |
| 2014  | Dinamo Volgograd (12) | HC Lada              | Rostov-Don           |
| 2015  | Rostov-Don            | HC Lada              | HC Astrakhanochka    |
| 2016  | HC Astrakhanochka (1) | Rostov-Don           | HC Lada              |
| 2017  | Rostov-Don            | HC Lada              | Kouban Krasnodar     |
| 2018  | Rostov-Don            | HC Lada              | HC Astrakhanochka    |
| 2019  | Rostov-Don            | HC Lada              | Kouban Krasnodar     |
| 2020  | Rostov-Don            | HC Lada              | CSKA Moscou          |
| 2021  | CSKA Moscou           | Rostov-Don           | HC Lada              |
| 2022  | Rostov-Don (7)        | CSKA Moscou          | HC Lada              |
| 2023  | CSKA Moscou           | Rostov-Don           | Zvezda Zvenigorod    |
| 2024  | CSKA Moscou (3)       | Rostov-Don           | HC Astrakhanochka    |

### Bilan
| Rang | Club                          | Titres | Années victorieuses                                                    |
| ---- | ----------------------------- | ------ | ---------------------------------------------------------------------- |
| 1    | Rotor/Akva/Dinamo Volgograd   | 12     | 1993, 1995, 1996, 1999, 2000, 2001, 2009, 2010, 2011, 2012, 2013, 2014 |
| 2    | Rostselmach Rostov/Rostov-Don | 7      | 1994, 2015, 2017, 2018, 2019, 2020, 2022                               |
| 3    | HC Lada                       | 6      | 2002, 2003, 2004, 2005, 2006, 2008                                     |
| 4    | CSKA MoscouT                  | 3      | 2021, 2023, 2024                                                       |
| 5    | Istochnik Rostov              | 2      | 1997, 1998                                                             |
| 6    | Zvezda Zvenigorod             | 1      | 2007                                                                   |
| 6    | HC Astrakhanochka             | 1      | 2016                                                                   |

## Classement EHF
Le coefficient EHF du championnat pour la saison 2024-2025 est :
| Rang                   | Championnat | Coeff. | Places |
| ---------------------- | ----------- | ------ | ------ |
| 1                      | Norvège     | 240,00 | 1      |
| 2                      | Hongrie     | 182,00 | 1      |
| 3                      | France      | 153,33 | 1      |
| 4                      | Russie      | 133,00 | 0      |
| 5                      | Danemark    | 128,33 | 1      |
| 6                      | Roumanie    | 113,00 | 1      |
| 7                      | Slovénie    | 85,00  | 1      |
| 8                      | Monténégro  | 71,67  | 1      |
| 9                      | Allemagne   | 61,33  | 1      |
| 10 à 50 : aucune place |             |        |        |

| Rang                                   | Championnat | Coeff. | Places |
| -------------------------------------- | ----------- | ------ | ------ |
| 1                                      | Danemark    | 112,00 | 4      |
| 2                                      | Allemagne   | 85,67  | 4      |
| 3                                      | France      | 82,33  | 3      |
| 4                                      | Roumanie    | 73,00  | 3      |
| 5                                      | Hongrie     | 67,00  | 3      |
| 6                                      | Norvège     | 50,33  | 3      |
| 7                                      | Russie      | 44,50  | 0      |
| 8                                      | Pologne     | 28,33  | 3      |
| 9                                      | Croatie     | 20,33  | 3      |
| 10 à 17 : 2 places ; 18 à 31 : 1 place |             |        |        |
| 32 à 50 : 0 place                      |             |        |        |

Il est toutefois sanctionné par l'EHF depuis l'invasion de l'Ukraine par la Russie et ne participe pas aux coupes d'Europe depuis lors.
L'évolution du classement du championnat est :
| Année | 06 | 07 | 08 | 09 | 10 | 11 | 12 | 13 | 14 | 15 | 16 | 17 | 18 | 19 | 20 | 21 | 22 | 23 |
| ----- | -- | -- | -- | -- | -- | -- | -- | -- | -- | -- | -- | -- | -- | -- | -- | -- | -- | -- |
| Rang  | 5  | 3  | 2  | 2  | 2  | 7  | 3  | 4  | 3  | 3  | 3  | 3  | 3  | 2  | 2  | 3  | 4  | 4  |